# Taedia celtidis
Taedia celtidis är en insektsart som först beskrevs av Knight 1930.  Taedia celtidis ingår i släktet Taedia och familjen ängsskinnbaggar. Inga underarter finns listade i Catalogue of Life.